# 성원운수

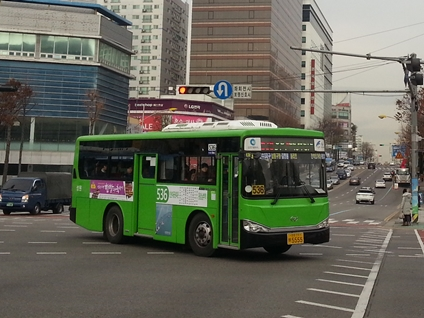
536번 지선버스

성원운수(成元運輸)는 인천광역시 남동구를 근거지로 한 인천광역시의 시내버스 업체이다. 본사는 인천광역시 남동구 만수동에 있다.

## 주요 연혁
- 1992년 7월 22일: 회사 설립
- 1998년 6월 22일: 남동구 논현동 292-6번지로 본점을 이전하였다.
- 2001년 11월 13일: 남동구 간석동 1-477번지로 본점을 이전하였다.
- 2001년 12월 17일: 남동구 만수동 1103-4번지에 신일지점을, 만수동 1104-10번지에 남동지점을, 남동구 간석동 1-477번지에 해송지점을, 만수동 66번지에 성원지점을, 간석동 1-258번지에 간석지점을 설치하였다.
- 2002년 8월 2일: 성원지점을 논현동 292-6번지로 이전하였다.
- 2004년 2월 20일: 남동지점을 현 위치인 남동구 장수동 388-1번지로 이전하였으며 성원지점을 간석동 1-477번지로 이전하였다.
- 2004년 5월 25일: 신일지점을 남동구 서창동 6블럭 1롯트로 이전하였다.
- 2012년 3월 20일: 해송지점을 소래지점으로 명칭을 변경하였다.
- 2012년 5월 4일: 본점을 부평구 동암남로 21 (십정동)으로 이전하였다.
- 2013년 7월 31일: 소래지점을 논현동 33-234번지로 이전하였으며, 성원지점을 남동구 인수북로4번길 12 (만수동)으로 이전하였다.
- 2013년 9월 2일: 소래지점을 논현동 33-58번지로 이전하였다.
- 2017년 5월 22일: 신일지점, 서창지점을 서창방산로 136 (서창동)으로 이전하였다.
- 2017년 10월 27일: 성원지점을 남동구 인수북로14번길 36 (만수동)으로 이전하였다.
- 2018년 4월 26일: 본점을 남동구 인주대로 844, 301호 (만수동, 남동빌딩)로 이전하였다.
- 2021년 2월 1일: 소래지점을 연수구 송도바이오대로 277 (송도동)로 이전하였다.

## 운행 노선
지선버스
| 운행노선 | 운행구간               | 운행구간 | 운행구간   | 배차간격 (분) | 인가 대수 | 비고                |
| -------- | ---------------------- | -------- | ---------- | ------------- | --------- | ------------------- |
| 535번    | 뒷방죽들               | ↔        | 동암남부역 | 11 - 13       | 13        | 구 남동5번 마을버스 |
| 535-1번  | 운연동(경로당앞)       | ↔        | 남동화원   | 80            | 1         |                     |
| 536번    | 인천대공원후문(장수동) | ↔        | 동암남부역 | 7 - 11        | 13        | 구 남동6번 마을버스 |
| 537번    | 남동공단입구           | ↔        | 동암남부역 | 11 - 15       | 12        | 구 남동7번 마을버스 |
| 538번    | 만수중(대토단지)       | ↔        | 동암남부역 | 8 - 12        | 11        | 구 남동8번 마을버스 |
| 539번    | 새마을금고             | ↔        | 동암남부역 | 6 - 8         | 5         | 구 남동9번 마을버스 |

## 과거 운행 노선
- ● 541번: 서창동~만수주공17단지 (구 남동5-1번 마을버스. 535번과 통합 후 폐선)

## 보유차량
- KGM 스마트 110
- 자일대우 NEW BS090
- 현대 E-에어로타운
- 현대 그린시티
- 현대 일렉시티

## 본점 및 지점 현황
- 본점: 인천광역시 남동구 인주대로 844, 301호 (만수동, 남동빌딩)
- 신일지점: 인천광역시 남동구 서창방산로 136, 102호 (서창동)
- 남동지점: 인천광역시 남동구 수현로 9 (장수동)
- 소래지점: 인천광역시 연수구 송도바이오대로 277 (송도동)
- 성원지점: 인천광역시 남동구 인수북로14번길 36 (만수동)
- 간석지점: 인천광역시 남동구 만월북로44번길 8-20 (간석동)